# Georges Bastard
Pour les personnes ayant le même patronyme, voir Bastard.

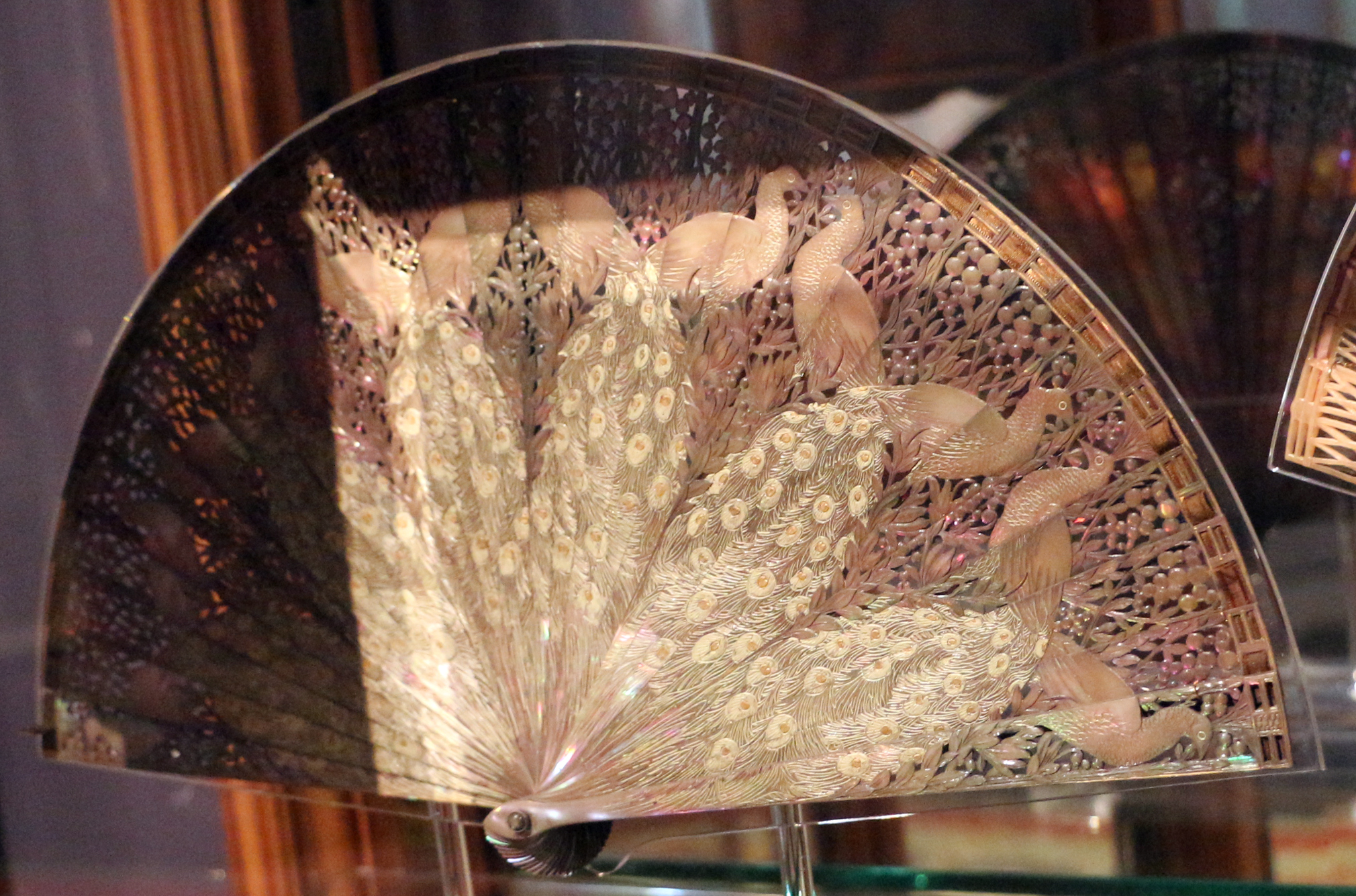
Les Paons (1913), éventail en nacre, Paris, musée d'Orsay.

Georges Bastard né le 26 juillet 1881 à Andeville et mort le 28 mars 1939 à Beasain est un tabletier et éventailliste français.
Il est spécialisé dans le travail de la corne, de la nacre, des bois précieux, de l’ivoire et autres matériaux utilisés pour fabriquer des objets tels que damiers ou échiquiers.

## Biographie
Georges Bastard est né dans une vieille famille de tabletiers d’Andeville. Son père, Elphège Bastard (1860-1919), lui aussi tabletier, est maire d’Andeville de 1909 à 1919. Son grand-père, Édouard-Victor Bastard (1829-1898), était déjà un spécialiste du travail de l’ivoire et de la nacre, et avait été remarqué à l’Exposition universelle de Paris en 1867 pour une monture d’éventail Diane au bain.
Georges Bastard est nommé directeur de l’École nationale des arts décoratifs de Limoges, puis de la manufacture nationale de Sèvres.
Il se retire à Andeville (Oise) et y a pour ami le graveur et peintre Jules-Léon Perrichon.
De retour d'Espagne à la veille de la Seconde Guerre mondiale, il meurt à Beasain dans une catastrophe ferroviaire le 28 mars 1939.